# Beinisvørð
Beinisvørð è un rilievo alto 470 metri sul mare situata sull'isola di Suðuroy, situata nell'arcipelago delle Isole Fær Øer, in Danimarca.

## Galleria d'immagini

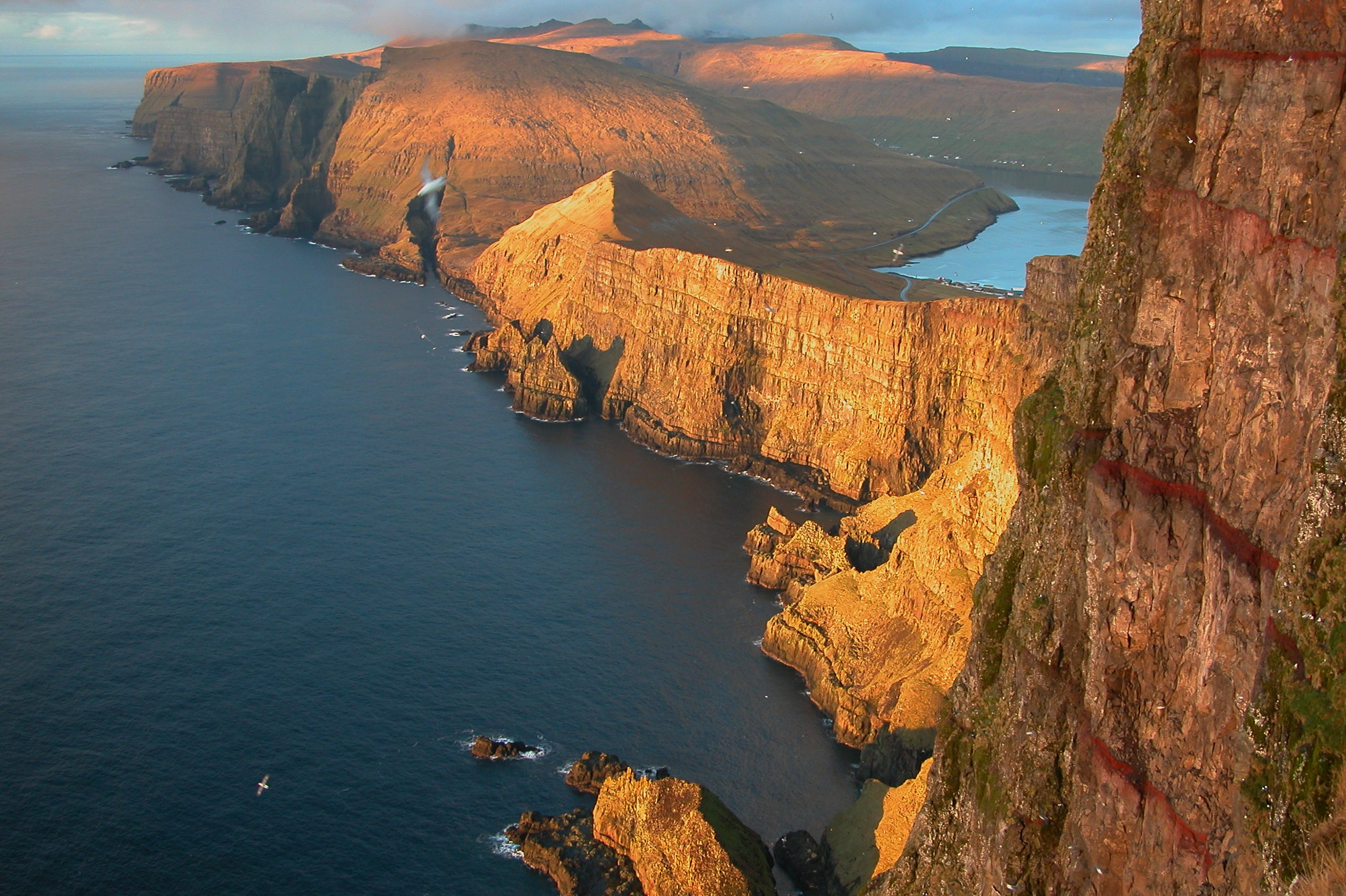
Beinisvørð
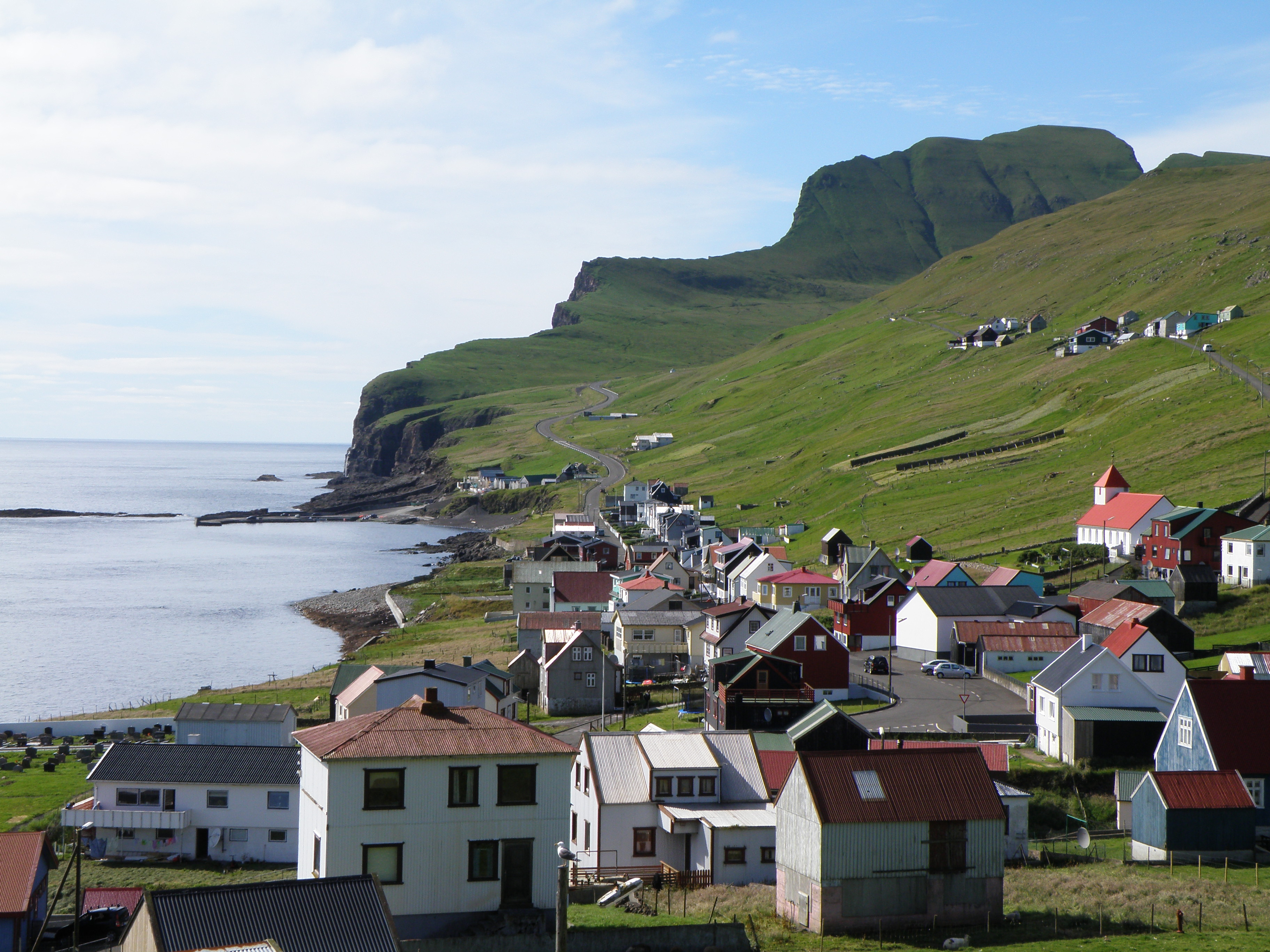
Sumba - Beinisvørð
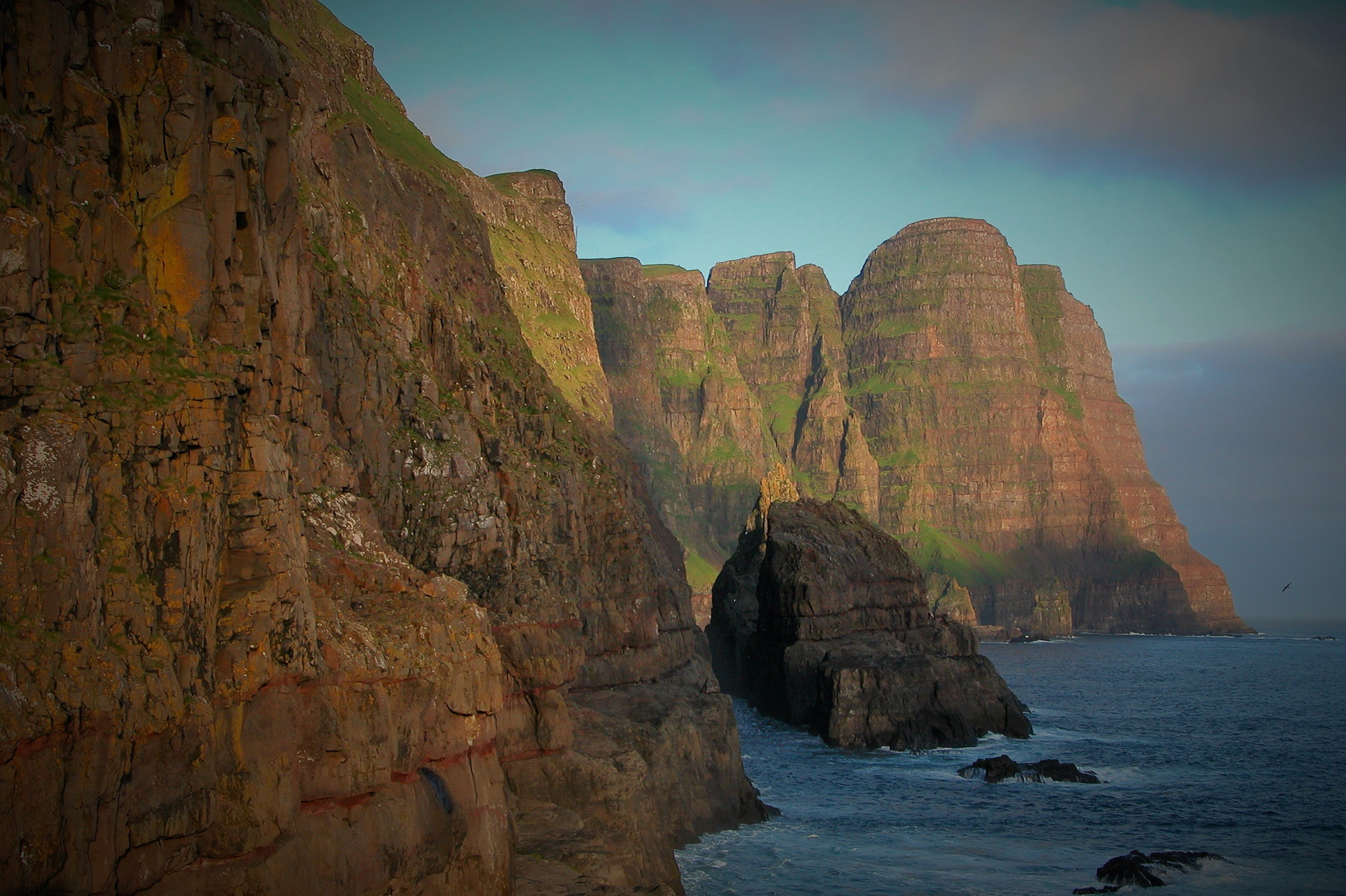
Lopraneiði - Beinisvørð
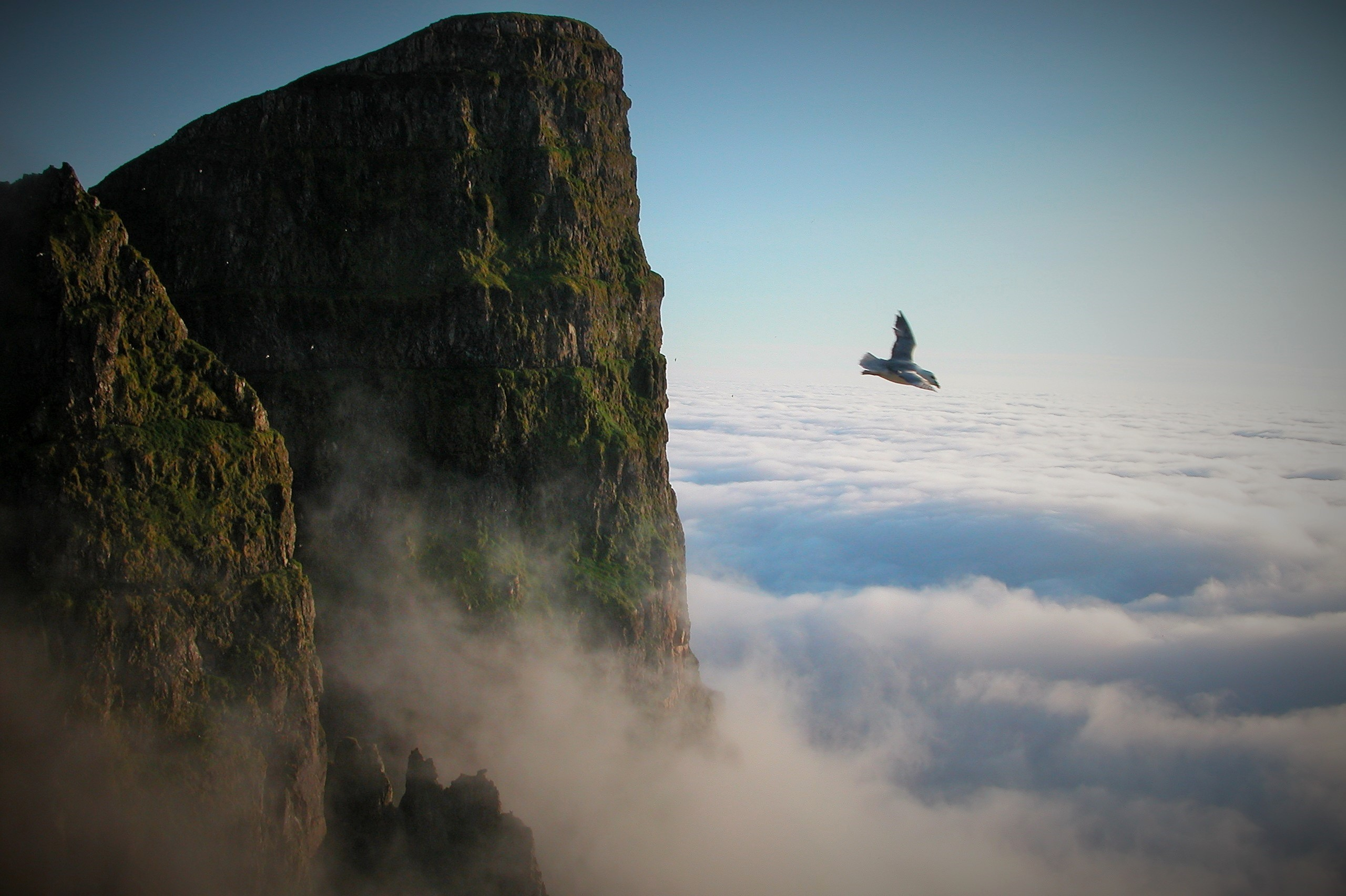
Beinisvørð
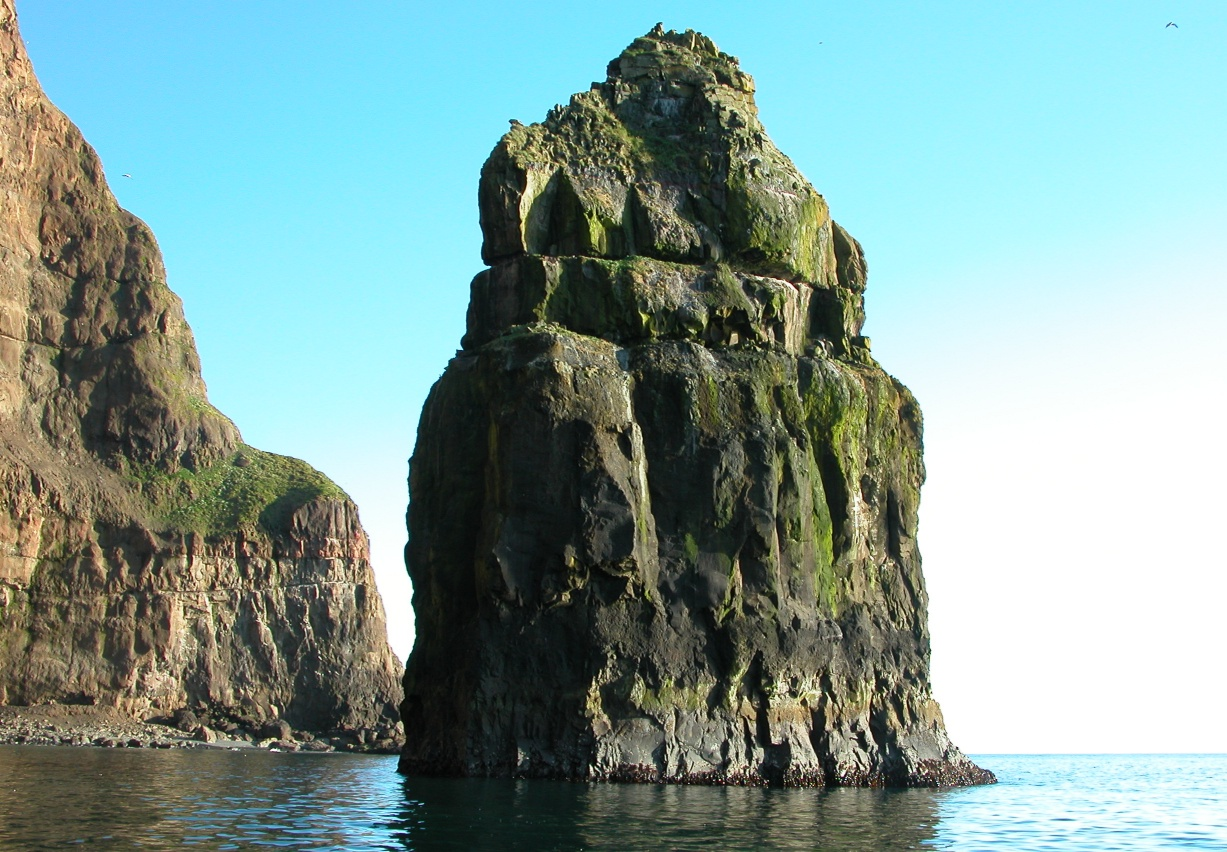
Stakkur
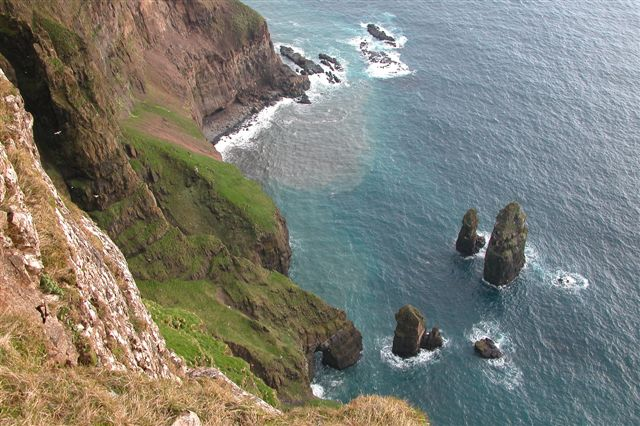
Beinisvørð